# Atomaria lundbergi
Atomaria lundbergi är en skalbaggsart som beskrevs av Johnson 1978. Atomaria lundbergi ingår i släktet Atomaria, och familjen fuktbaggar. Arten är reproducerande i Sverige.
Arten är uppkallad efter Stig Lundberg som tog det första exemplaret i Kalix. 